# Obsjtina Gramada
Obsjtina Gramada (bulgariska: Община Грамада) är en kommun i Bulgarien.   Den ligger i regionen Vidin, i den nordvästra delen av landet, 140 km norr om huvudstaden Sofia. Antalet invånare är 2 384. Arean är 184 kvadratkilometer. Obsjtina Gramada gränsar till Obsjtina Kula.
Terrängen i Obsjtina Gramada är huvudsakligen platt, men åt nordost är den kuperad.
Följande samhällen finns i Obsjtina Gramada:
- Gramada